# Mitteldeutsche Hartstein-Industrie

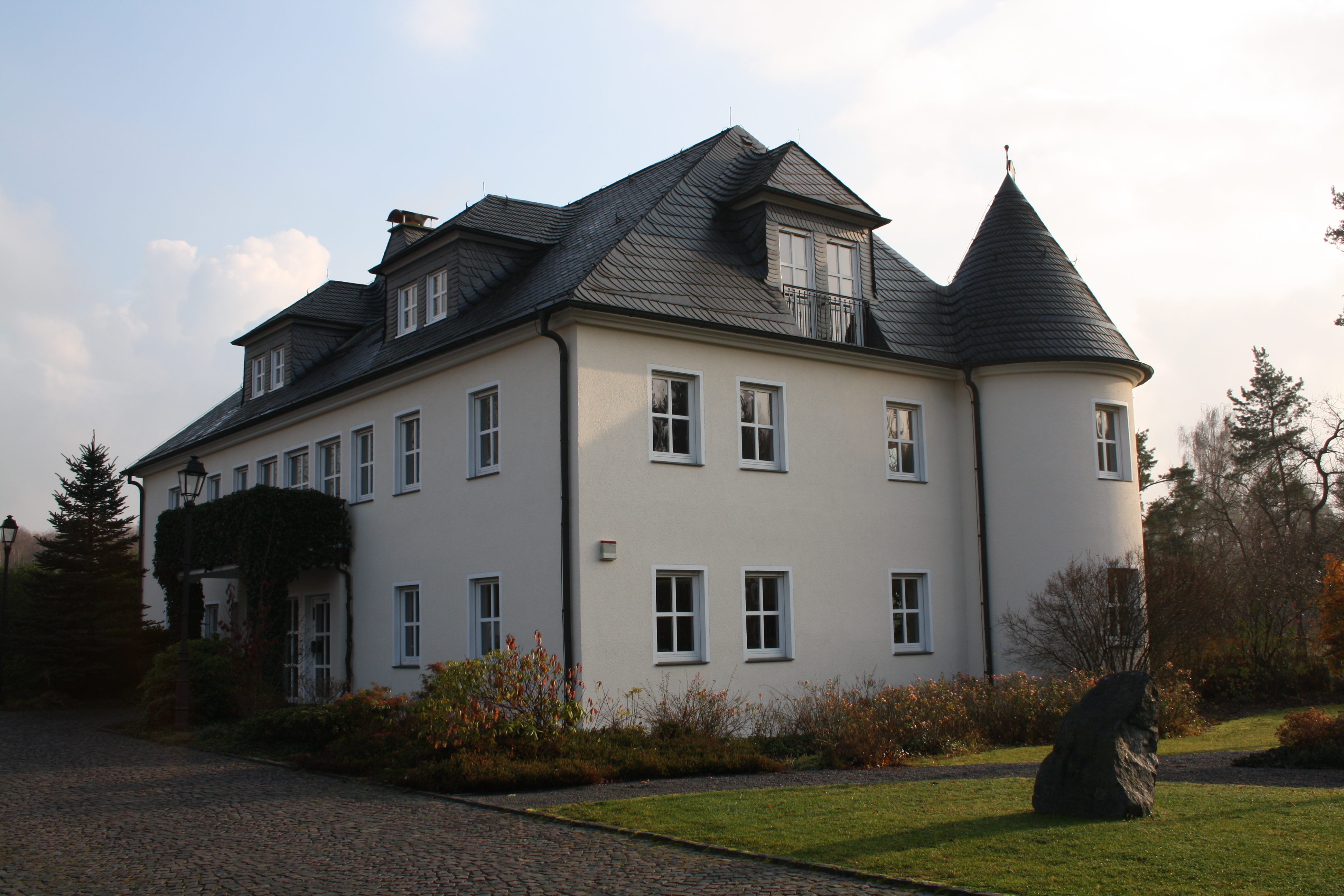
Unternehmenszentrale in Hanau

Die Mitteldeutsche Hartstein-Industrie AG (MHI) ist eine deutsche Unternehmensgruppe mit Schwerpunkt in der Roh- und Baustoffproduktion sowie im Verkehrswegebau. Sie hat ca. 1000 Beschäftigte und 44 Betriebsstätten mit jeweiligen Schwerpunkten auf den Geschäftsfeldern: Naturstein, Recycling, Verfüllung, Asphalt, Beton, Straßen- und Tiefbau oder Logistik. Der Unternehmenssitz ist Hanau. 

## Geschichte
Gegründet wurde das Unternehmen 1906 aus Betrieben der Familie Rousselle sowie der Bayrischen Hartstein-Industrie AG. Durch den Ersten Weltkrieg, die Inflation im Jahre 1923 sowie die Weltwirtschaftskrise teilweise schwer belastet, geriet das Unternehmen Ende der 1920er Jahre in eine existenzbedrohende Lage.
Mit dem Eintritt Heinrich Hagemeiers erholte sich das Unternehmen wieder; sowohl Absatz als auch Unternehmensergebnis entwickelten sich bis zum Beginn des Zweiten Weltkrieges positiv. Die Kriegsjahre wiederum waren gekennzeichnet von einem starken Absatzrückgang, einem allgemeinen Fachkräftemangel und schließlich auch der Zerstörung des Verwaltungsgebäudes in Frankfurt. 
Auch die Nachkriegsjahre gestalteten sich für die Mitteldeutsche Hartstein-Industrie schwierig. Eine Besserung der Lage setzte mit der Währungsreform im Jahre 1948 ein. Unterstützt wurde die Entwicklung insbesondere durch die Einführung der Vollmechanisierung des Produktionsbetriebes in ausgewählten Werken und dem Anstieg der Binnennachfrage.
Die 1950er und 1960er Jahre waren gekennzeichnet durch einen weiteren Ausbau der Vollmechanisierung in den Werken und der damit verbundenen Produktivitätssteigerung sowie einem verstärkten Einsatz von bituminösen Straßenbelägen. Der Erwerb einer qualifizierten Mehrheit an der Strassing Bau GmbH, einem mittelständischen Unternehmen des Straßen-, Tief- und Ingenieurbaus in Bad Orb, mit weiteren 3 Filialen in 1974, erweiterte die Angebotspalette des Unternehmens um ein neues Geschäftsfeld. 
Mitte der 1970er Jahre erfolgte die Dezentralisierung der Werke in vier regionale Niederlassungen, die zu Beginn der 1980er Jahre in selbständige Tochtergesellschaften umgewandelt wurden. Die bestehenden Geschäftsfelder wurden um die Bereiche Straßen- und Tiefbau, Baustoffhandel und Baustoffprüfung sowie die Bereiche Recycling und Verfüllung erweitert. 
Nach der Wiedervereinigung Deutschlands erwarb MHI mehrere Betriebe in den neuen Bundesländern. Darüber hinaus erfolgte in den 1990er Jahren der Aufbau und die Entwicklung des Geschäftsfeldes Transportbeton. Die F&E-Abteilung der MHI entwickelte im Bereich Niedrigtemperaturasphalt das Produkt aspha-min. Später erfolgte der Aufbau einer eigenen Logistik-Gesellschaft im Rhein-Main-Gebiet.

## Unternehmenssegmente

### Naturstein
Kern der Tätigkeit im Segment Naturstein ist die Gewinnung, Aufbereitung und Klassierung des Rohmaterials in 22 Steinbrüchen (2021). Die Natursteinprodukte aus Basalt, Diabas, Gabbro, Grauwacke und Kalkstein finden  Einsatz im öffentlichen Straßenbau, in der Industrie sowie der Land- und Forstwirtschaft.

### Baustoffe
Die Geschäftsfelder Asphalt, Beton, Handel und Baustoffprüfung bilden in der MHI Gruppe das Segment Baustoffe.
Das Unternehmen betreibt 14 Asphaltmischanlagen. Die MHI-Gruppe ist seit 1991 im Bereich Transportbeton tätig und realisierte seither Bauprojekte in Hessen, Thüringen und Sachsen-Anhalt.

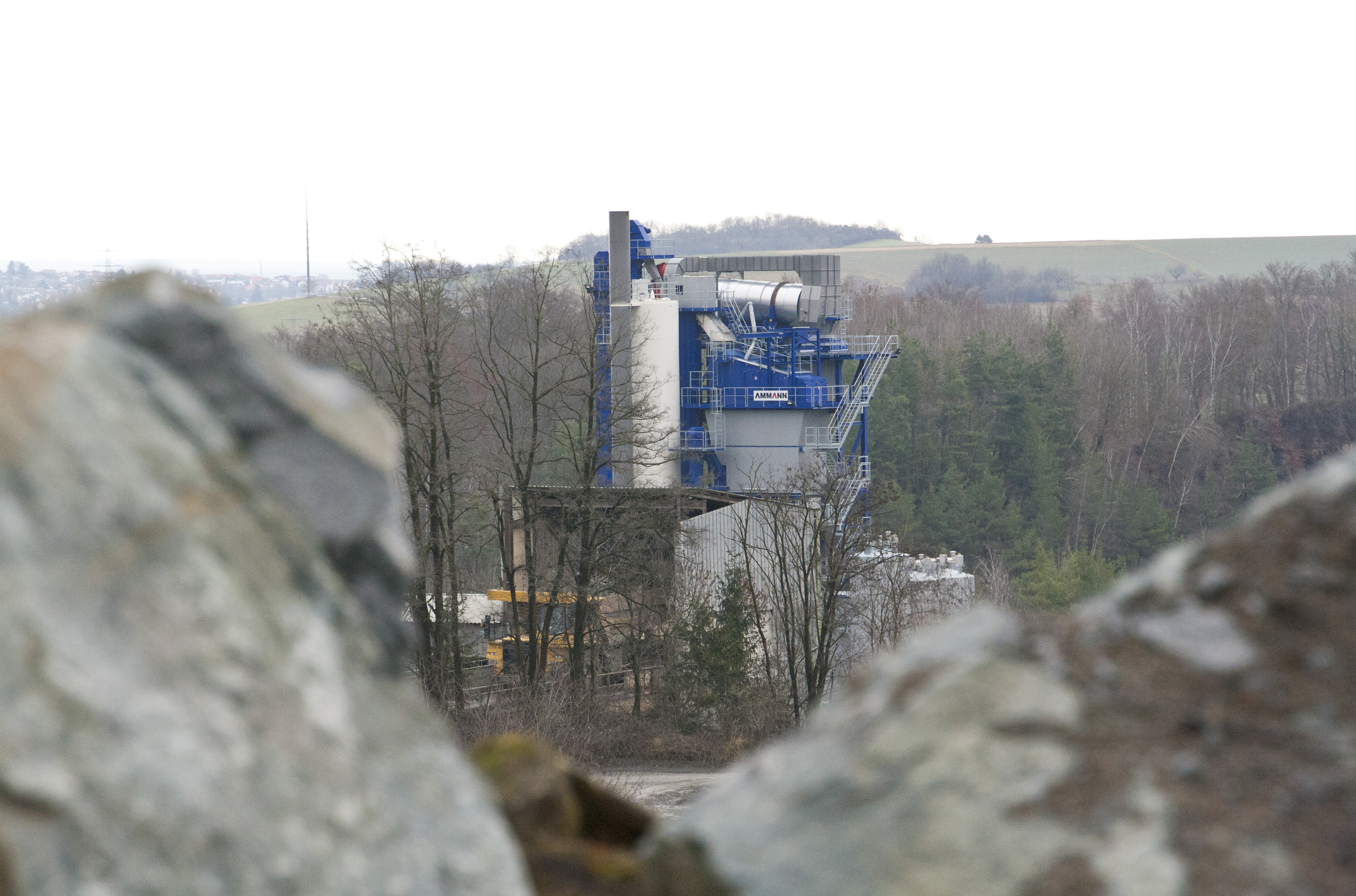
Asphaltmischanlage (Groß-Bieberau)
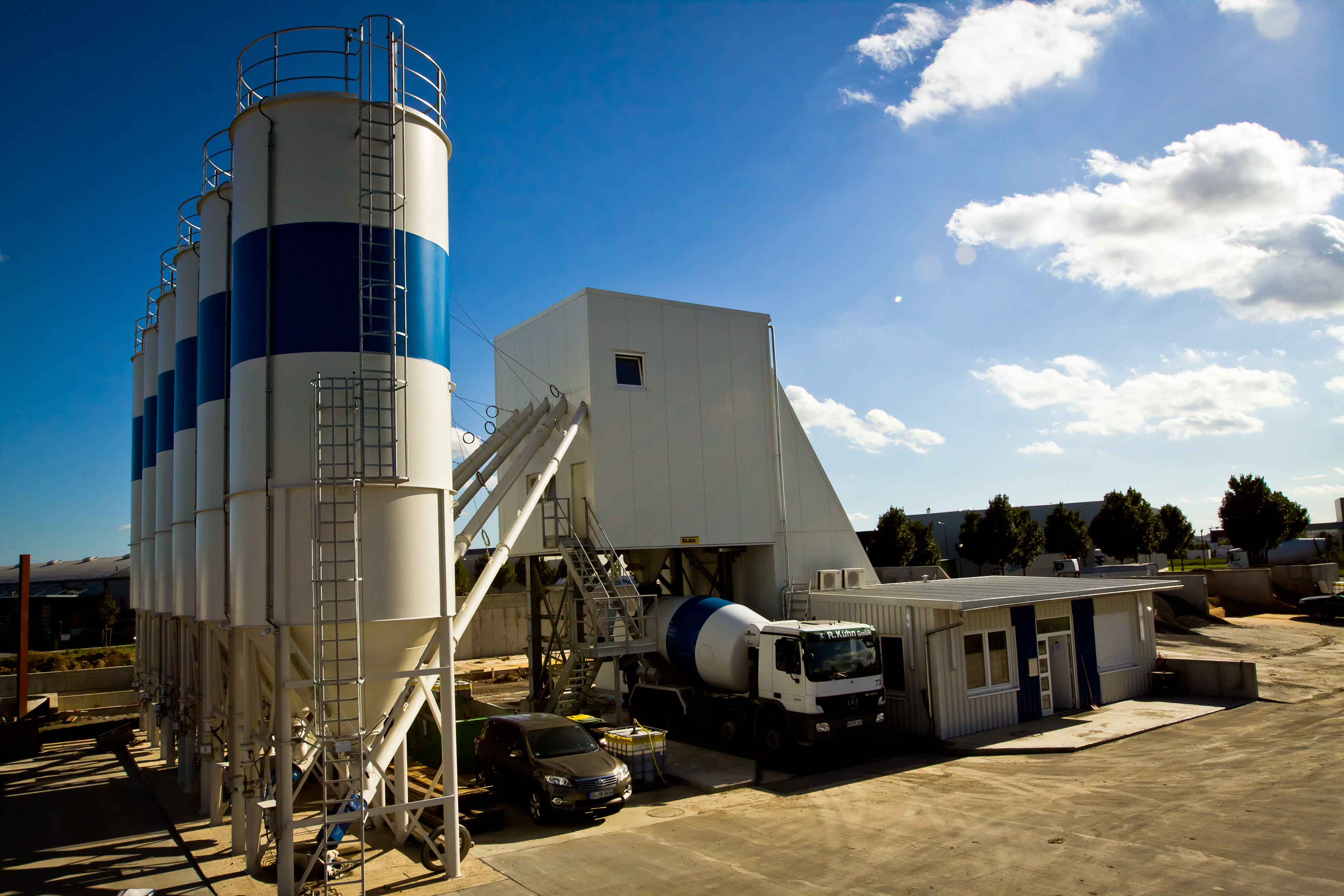
Transportbetonanlage Frankfurt (Kalbach)
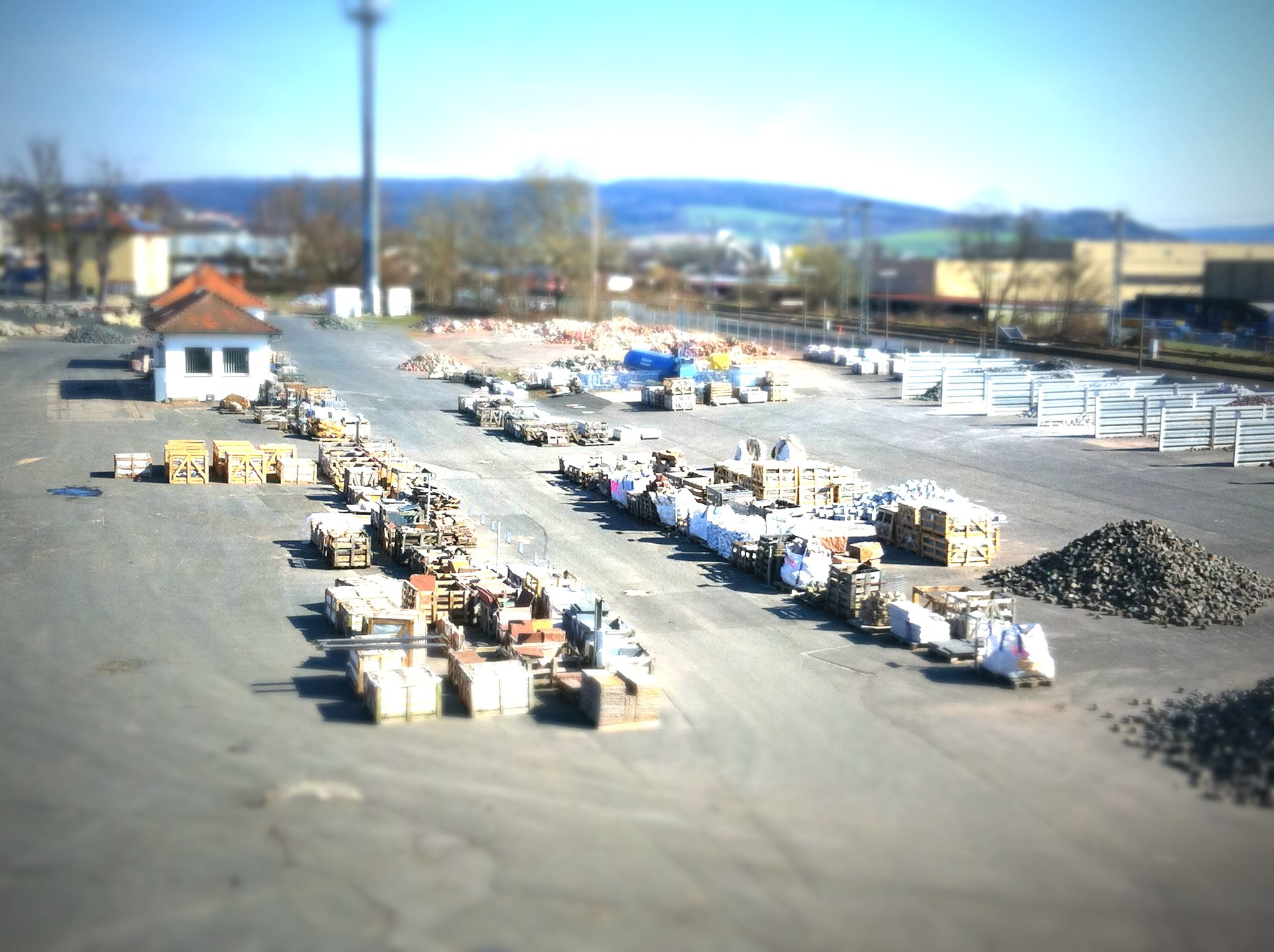
Verkaufsfläche der MHI Naturstein & Baustoffservice (Wächtersbach)
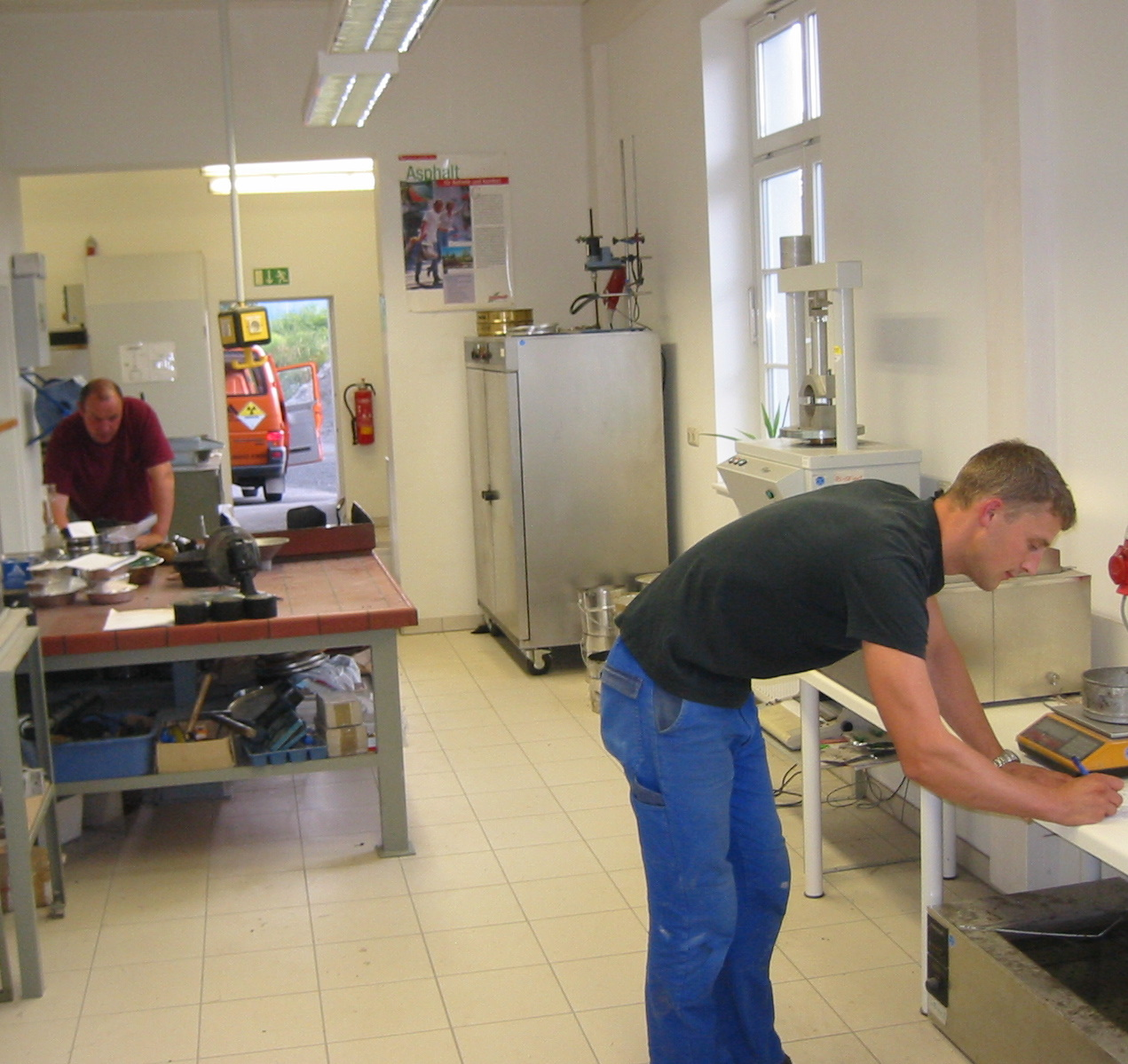
Zentrallabor der MHI-Gruppe (Hanau)

### Recycling und Deponie
Im Geschäftsfeld Recycling wird bituminöser Straßenaufbruch bei der Herstellung von Asphaltmischgut wiederverwertet. Gleiches gilt für die Aufbereitung und Wiederverwendung von Naturstein-, Beton- und Bauschuttmaterial aus Rückbaumaßnahmen. Das Geschäftsfeld Deponie entsorgt bzw. rezykliert mineralische Abfälle der Kunden.

### Bau
Das Segment Bau geht zurück bis 1974, als die Strassing Bau in die Unternehmensgruppe implementiert wurde. Die Strassing, 1946 in Bad Orb von Karl Schöning gegründet, hatte damals 4 Filialbetriebe und beschäftigte etwa 400 Mitarbeiter. Das Segment Bau umfasst alle Tätigkeiten im Straßen- und Tiefbau. 
Es ist gebündelt in der Strassing GmbH mit ihren 3 Standorten Bad Soden-Salmünster, Erfurt und Bad Wünnenberg.

### Handel
Das Segment Handel befasst sich mit dem Vertrieb von Naturbaustoffen und Sonderprodukten für den Garten- und Landschaftsbau, den Straßen- und Tiefbau sowie in Industrie und Landwirtschaft.

### Messestandort
Am Standort im hessischen Nieder-Ofleiden, findet seit 1990 alle drei Jahre die Steinexpo, eine internationale Steinbruch-Demonstrationsmesse für die Roh- und Baustoffindustrie, statt. Da sich die Messeflächen aufgrund des stetigen Gesteinsabbaus stark verändern, muss jede Messe von Beginn an komplett neu geplant werden.

### Forschung und Entwicklung
Mitte der 1990er Jahre war die Mitteldeutsche Hartstein-Industrie AG mit der Einführung eines synthetischen Zeoliths als viskositätsverändernder mineralischer Zuschlag einer der Wegbereiter der Bauweise temperaturabgesenkten oder viskositätsreduzierten Asphaltes. 